# والتر ليشيل
والتر ليشيل (1 مايو 1885 - 10 ديسمبر 1969) جنرالًا ألمانيًا خلال الحرب العالمية الثانية وحصل على وسام الفارس الصليبي الحديدي لألمانيا النازية. استسلم ليتشيل لقوات الحلفاء في عام 1945 واستمر حتى عام 1947.

## الجوائز
- وسام الفارس الصليبي الحديدي في 18 سبتمبر 1941 بصفته جينيرال لوتنانت وقائد فرقة المشاة 123 [1]

## قائمة المراجع
- Fellgiebel, Walther-Peer (2000) [1986]. Die Träger des Ritterkreuzes des Eisernen Kreuzes 1939–1945 — Die Inhaber der höchsten Auszeichnung des Zweiten Weltkrieges aller Wehrmachtteile [The Bearers of the Knight's Cross of the Iron Cross 1939–1945 — The Owners of the Highest Award of the Second World War of all Wehrmacht Branches] (بالألمانية). Friedberg, Germany: Podzun-Pallas. ISBN:978-3-7909-0284-6.

| مناصب عسكرية    | مناصب عسكرية                | مناصب عسكرية    |
| --------------- | --------------------------- | --------------- |
| سبقه {{{سبقه}}} | {{{العنوان}}} {{{الأعوام}}} | تبعه {{{تبعه}}} |
| سبقه {{{سبقه}}} | {{{العنوان}}} {{{الأعوام}}} | تبعه {{{تبعه}}} |